# Abbaye Saint-Meinrad
L'archi-abbaye Saint-Meinrad (en anglais : Archabbey St. Meinrad) est l'abbaye-mère de la congrégation helvéto-américaine aux États-Unis, appartenant à la confédération bénédictine. Elle se situe à Saint Meinrad, au sud de l'Indiana.

## Histoire
L'archi-abbaye a été fondée en 1854 par des moines venus de l'abbaye d'Einsiedeln en Suisse alémanique, répondre à l'appel de l'évêque désireux d'accompagner spirituellement l'afflux d'immigrés germanophones et d'ouvrir un séminaire de futurs prêtres. L'abbaye continue aujourd'hui à former de futurs prêtres, grâce à son école et à sa faculté de théologie, et assure assistance pastorale et spirituelle aux paroisses environnantes, dans le cadre du diocèse.
Cette abbaye imposante aux nombreux bâtiments abrite aujourd'hui 97 moines, plus de nombreux professeurs, collaborateurs, etc. Les bénédictins se réunissent cinq fois par jour pour prier, dont la messe quotidienne.
Les bénédictins ont ouvert une école secondaire en 1861, et une faculté de théologie par la suite. Plus de cinq mille personnes ont étudié à l'école de théologie de Saint-Meinrad.
Les bénédictins éditent différentes brochures, livres et revues. Ces ouvrages sont traduits et publiés dans plus de 25 langues. Plus de 300 personnes, faisant ainsi de l'abbaye le plus gros employeur du comté, travaillent au sein de l'Abbey Press.

## Fondations
- Abbaye de Subiaco (Arkansas) 1878
- Abbaye Saint-Joseph de Saint Benedict 1890
- Abbaye Marmion 1933
- Abbaye de Blue Cloud 1950
- Abbaye du Prince de la Paix 1958 (ancien Prieuré Saint-Charles)